# Giuseppe Mazzariol
Giuseppe Mazzariol (* 16. April 1922 in Venedig; † 4. September 1989 ebenda) war ein italienischer Kunsthistoriker. Er war Leiter verschiedener Kunstinstitutionen in Venedig, Dozent an der Universität der Stadt und Verfasser von etwa 200 Publikationen.

## Leben und Werk
Mazzariol studierte bis 1944 an der Universität Padua und wurde mit einer Arbeit zur Architektur von San Vitale in Ravenna promoviert. Aus dieser Zeit verband ihn eine lebenslange Freundschaft mit Sergio Bettini, der im selben Jahr sein Studium abschloss. Eine weitere dauerhafte Freundschaft verband ihn mit Arturo Martini, einem Bildhauer und Dozenten an der Accademia di Belle Arti di Venezia. Während er bei Bettini historiographische und ästhetische Anregungen fand, führte er viele seiner Erkenntnisse der Kunst und der Kunstkritik auf Martinis Einfluss zurück.
1951 wurde Mazzariol Vizedirektor der Fondazione Querini Stampalia, 1953 folgte das Diplom in biblioteconomia (Bibliothekswissenschaft) an der Scuola storico-filologica delle Venezie. Er arbeitete als Assistent am Istituto universitario di architettura und konzentrierte sich auf moderne und Gegenwartskunst sowie Architektur. Von 1957 bis 1974 war er sein Direktor, ebenso wie Direktor der dazugehörenden Bibliothek. 1959 gründete er mit Renzo Camerino den Corso Superiore di Disegno Industriale, 1968 Venezia isola degli Studi, im selben Jahr das Consorzio per lo sviluppo economico e sociale della provincia di Venezia und schließlich die Università Internazionale d’Arte. 
Ab 1972 lehrte er am Architektur-Institut der Universität Venedig, 1973 erhielt er den Lehrstuhl für Gegenwartskunst an der Ca’ Foscari, 1974 wurde er Direktor des Istituto di Discipline Artistiche, 1976 war er Mitglied des Verwaltungsrats der Universität, 1977 bis 1983 Leiter der Facoltà di Lettere e Filosofia, schließlich Direktor des neugegründeten Dipartimento di Storia e Critica delle Arti, das heute seinen Namen trägt.
Mazzariol publizierte in vier Jahrzehnten etwa 200 Werke zur Architektur, zum Städtebau sowie Bibliographien. Er unterhielt Kontakte zu maßgeblichen Architekten, wie Frank Lloyd Wright, Le Corbusier, Louis Kahn oder Carlo Scarpa, der ebenso einer seiner Schüler war, wie Mario Botta. Er unterstützte Le Corbusiers neues Krankenhaus von San Giobbe 1964, ebenso wie Kahns Palazzo dei Congressi von 1968 oder Scarpas Erweiterung der Fondazione Querini Stampalia. Er war aber auch ein scharfer Kritiker von Hotelbauten, wie des Danielino oder des Bauer.
1989 erhielt er für seine Verdienste um die Kultur die Medaglia d’oro ai benemeriti della cultura. 

## Veröffentlichungen (Auswahl)
- Pittura italiana contemporanea, Bergamo 1958.
- mit Terisio Pignatti (Hrsg.): Storia dell’arte italiana, 3 Bde., Bd. 1: Dall'arte cretese al Duecento, Bd. 2: Il Trecento e il Quattrocento, Bd. 3: Dal Cinquecento ai nostri giorni, Mondadori, 1957, 1959, 1961.
- Catalogo del fondo cartografico queriniano, Venedig 1959.
- mit Giovanni Mariacher: Da Torcello a Murano, Sansoni, 1969.
- Die Palazzi am Canal Grande in Venedig, Pawlak Verlag, 1989 (ital. 1981).